# Caissargues
Caissargues település Franciaországban, Gard megyében. Lakosainak száma 4077 fő (2022. január 1.). Caissargues Bouillargues, Garons, Nîmes és Saint-Gilles községekkel határos.

## Népesség
A település népességének változása:
| Lakosok száma | 800  | 3300 | 3292 | 3886 | 3825 | 3966 | 4027 | 4150 | 4118 | 4077 |
|               | 1968 | 1982 | 1990 | 2006 | 2012 | 2015 | 2017 | 2019 | 2020 | 2022 |